# Коледаев, Алексей Николаевич
Алексе́й Никола́евич Коледа́ев (27 марта 1976, Усть-Каменогорск, Казахская ССР, Казахская ССР, СССР) — казахстанский хоккеист, игравший на позиции защитника; тренер.
Воспитанник усть-каменогорского хоккея. Перешёл в новокузнецкий «Металлург» в 1995 году, когда клуб возглавил его детский тренер Николай Мышагин. Всего провел в составе «Кузни» 13 сезонов. В 2005—2008 годах выступал в «Сибири» и «Казцинк-Торпедо».

## Статистика
| Легенда | Легенда                    | Легенда | Легенда                   | Легенда | Легенда    |
| ------- | -------------------------- | ------- | ------------------------- | ------- | ---------- |
| И       | Количество проведённых игр | Штр     | Штрафное время            | +/−     | Плюс-минус |
| Г       | Голы                       | П       | Голевые передачи          | О       | Очки       |
| -       | Статистика неизвестна      | —       | Статистика не учитывалась |         |            |

### Клубная
- a В «Регулярном сезоне» учитывается статистика игрока совместно с Переходным турниром.

## Достижения
Командные
| Год        | Команда               | Достижение                                              | Достижение |
| ---------- | --------------------- | ------------------------------------------------------- | ---------- |
| 1993, 1994 | Казахстан (юниор.)    | Победитель юниорского чемпионата Азии и Океании (2)     |            |
| 2000       | Металлург Новокузнецк | Бронзовый призёр чемпионата России                      |            |
| 2011       | Казахстан             | Чемпион Азиатских игр                                   |            |
| 2011       | Казахстан             | Победитель Первого дивизиона чемпионата мира (Группа B) |            |